# Rena Sofer
Rena Sofer (nascida em 2 de dezembro de 1968, em Arcadia, Califórnia) é uma atriz americana.
Participou da primeira temporada da série Heroes como Heidi Petrelli, esposa de Nathan Petrelli. Na sexta temporada de 24 Horas, viveu Marilyn Bauer, cunhada do protagonista Jack Bauer. Fez uma participação especial no 21º episódio da 8ª temporada de Friends, interpretando Katie, uma vendedora de uma loja de artigos para bebês que flerta com Ross. Atuou ainda como Catherine Bryan no episódio 18 da 5ª temporada do seriado Bones, transmitido pela Fox. Também atuou em NCIS, como uma advogada. Participou do filme Tenha Fé (Keeping the Faith), ao lado de Edward Norton , Ben Stiller e Jenna Elfman. Na série Two and a Half Men, episódio 1 da 6ª temporada, foi uma das várias ex-namoradas de Charlie Harper. Participou também na refilmagem do filme Carrie - A Estranha (remake de 2002), no qual interpretou a professora de ginástica.
Participou da novela americana " The bold and the beatiful " fazendo o papel como " Quinn Fuller "  

## Filmografia parcial
- 2000 - Tenha Fé - Rachel Rose
- 2002 - Friends - Katie
- 2002 - Carrie, a Estranha - srta. Desjarden
- 2006-2007 - Heroes (série de televisão) - Heidi Petrelli
- 2007 - 24 Horas - Marilyn Bauer
- 2008-2010 - Dois Homens e Meio - Chrissy
- 2010 - Bones (série de televisão) - dra. Catherine Bryar
- 2010 - NCIS - Margaret Allison Hart
- 2013-presente - The Bold and the Beautiful - Quinn Fuller